# Тулилејк (Калифорнија)
Тулилејк (енгл. Tulelake) град је у америчкој савезној држави Калифорнија. По попису становништва из 2010. у њему је живело 1.010 становника.

## Демографија
Према попису становништва из 2010. у граду је живело 1.010 становника, што је 10 (1,0%) становника мање него 2000. године.
| Група             | 2000.       | 2010.       |
| Белци             | 526 (51,6%) | 374 (37,0%) |
| Афроамериканци    | 11 (1,1%)   | 1 (0,1%)    |
| Азијати           | 3 (0,3%)    | 1 (0,1%)    |
| Хиспаноамериканци | 462 (45,3%) | 601 (59,5%) |
| Укупно            | 1.020       | 1.010       |